# Aslaug

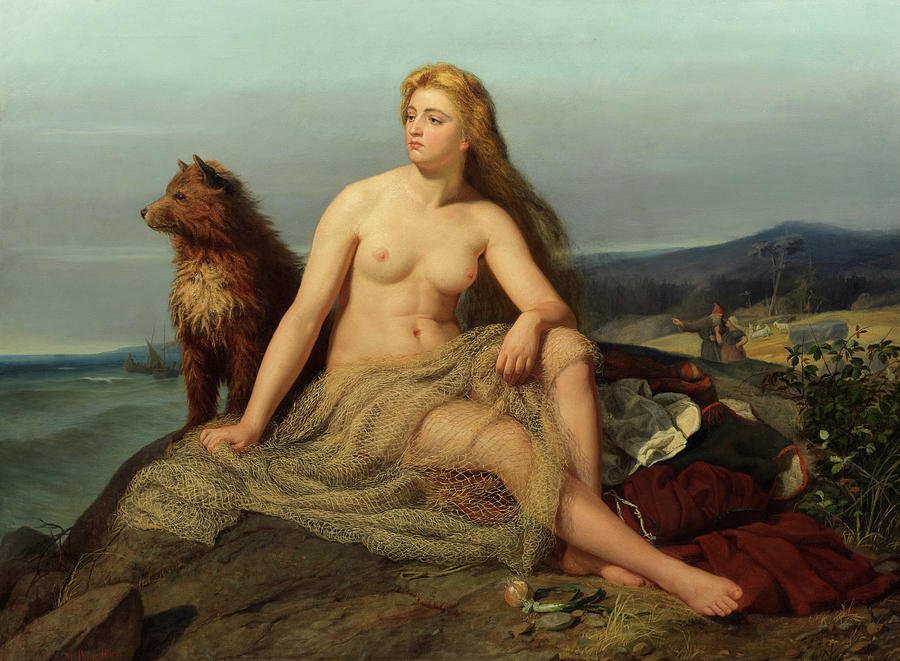
Kraka door Mårten Eskil Winge, 1862

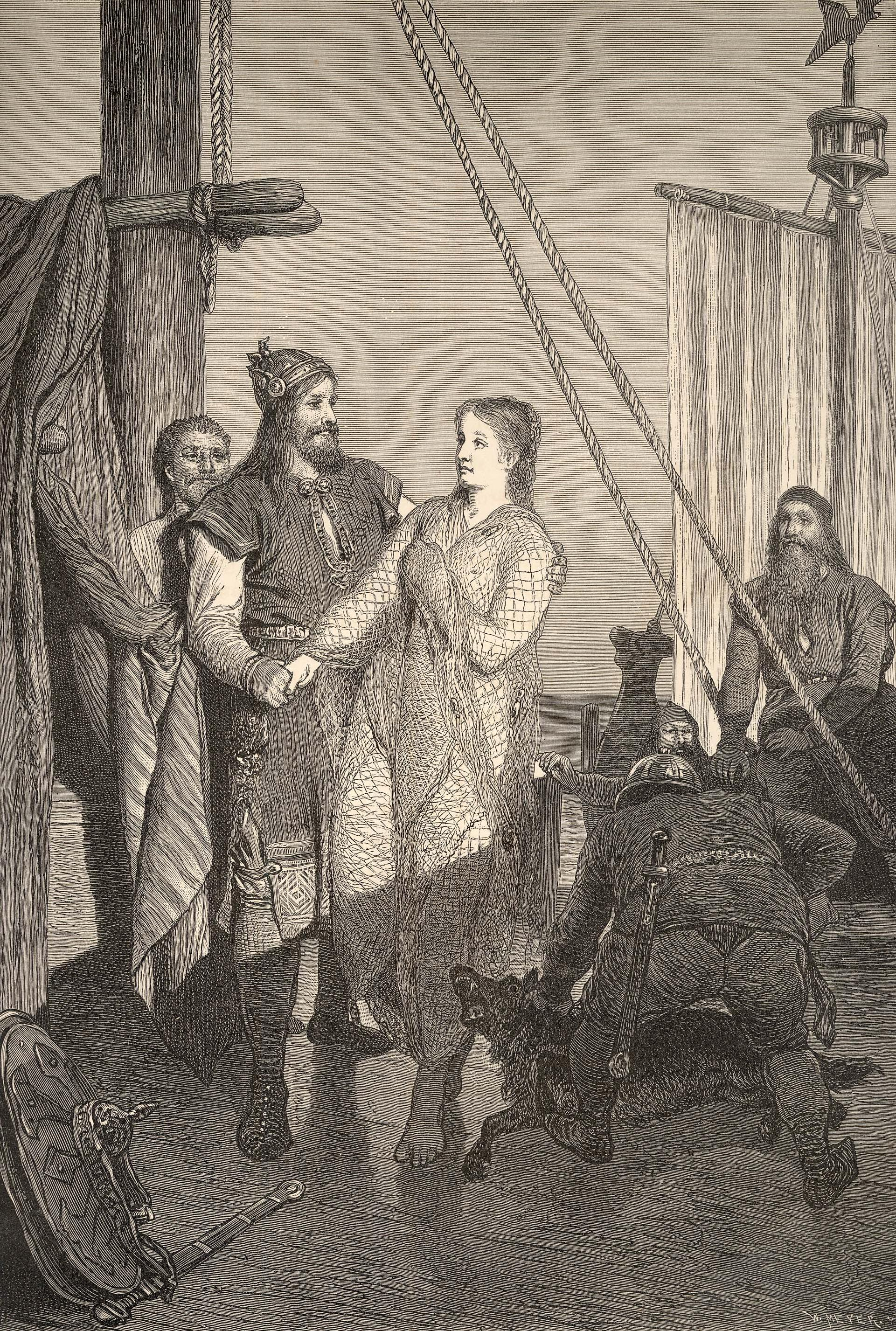
Aslaug trouwt met Ragnar Lodbrok

Aslaug (ook Aslög, Kraka, Kráka of Randalin) was een koningin uit de Noordse mythologie, die haar opwachting maakt in Snorri's Edda, de Völsunga-saga en de saga van Ragnar Lodbrok.
Aslaug was de dochter van Sigurd en de schildmaagd Brünnhilde, maar werd opgevoed door Brünnhildes pleegvader Heimer. Na de dood van Sigurd en Brunhilde maakte Heimer zich bezorgd over Aslaugs veiligheid, dus maakte hij een harp die groot genoeg was om het meisje te verbergen. Hij reisde vervolgens als een arme harpspeler door het land met de harp, waarin hij het meisje verborg. 
Ragnar Lodbrok trouwde met haar en zij baarde hem de zonen Ivar de Beenloze,  Halfdan Ragnarsson, Sigurd Slang-in-het-oog en Ragnvald.